# Montinhargues
Montinhargues (en francès Montignargues) és un municipi francès situat al departament del Gard i a la regió d'Occitània.